# 普拉茨-上布莱奥讷
普拉茨-上布莱奥讷（法語：Prads-Haute-Bléone，法語發音：[pʁats ot bleɔn]）是法国上普罗旺斯阿尔卑斯省的一个市镇，位于该省中部偏东北，属于迪涅莱班区。2015年，德国之翼航空9525号班机空难发生于此。

## 历史
该市镇最初名为“普拉茨”（Prads）。1973年，市镇莫里欧（Mariaud）并入普拉茨。1977年，市镇布莱日耶（Blégiers）并入普拉茨，普拉茨更名为今天的“普拉茨-上布莱奥讷”（Prads-Haute-Bléone），“上布莱奥讷”则是取自布萊奧訥河。

## 地理
普拉茨-上布莱奥讷（44°13'12"N, 6°26'36"E）面积165.64 平方千米，位于法国普罗旺斯-阿尔卑斯-蓝色海岸大区上普罗旺斯阿尔卑斯省，该省份为法国东南部内陆省份，北起上阿尔卑斯省，西接沃克吕兹省，西北接德龙省，南至瓦尔省，东临滨海阿尔卑斯省，东北部与意大利接壤。
与普拉茨-上布莱奥讷接壤的市镇（或旧市镇、城区）包括：阿洛斯、博热、德赖克斯、拉雅维、梅奥朗-勒韦勒、下托拉姆、勒韦尔内、维拉尔科尔马尔。
普拉茨-上布莱奥讷的时区为UTC+01:00、UTC+02:00（夏令时）。

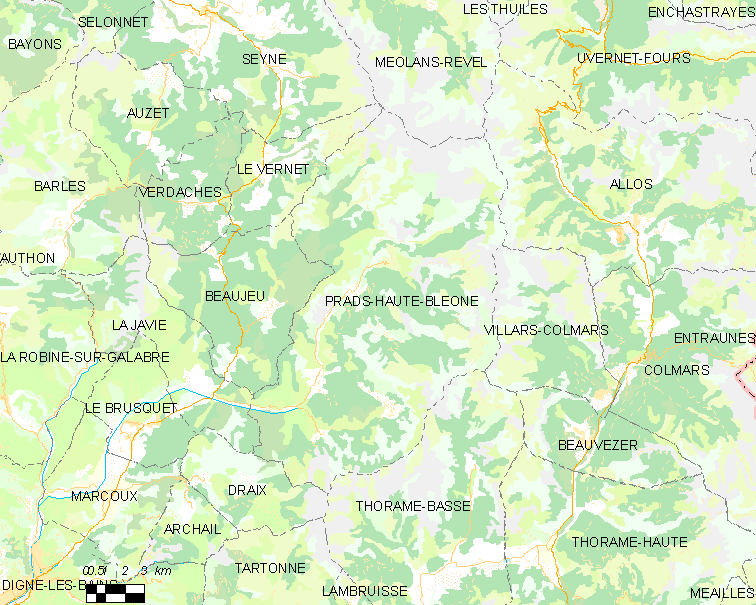
普拉茨-上布莱奥讷的OSM定位图

## 行政
普拉茨-上布莱奥讷的邮政编码为04420，INSEE市镇编码为04155。

## 政治
普拉茨-上布莱奥讷所属的省级选区为塞讷县。

## 人口

1962-2008年间普拉茨-上布莱奥讷人口变化图示

普拉茨-上布莱奥讷于2022年1月1日时的人口数量为174人。